# Carabus nemoralis
Carabus nemoralis é uma espécie de insetos coleópteros pertencente à família Carabidae.

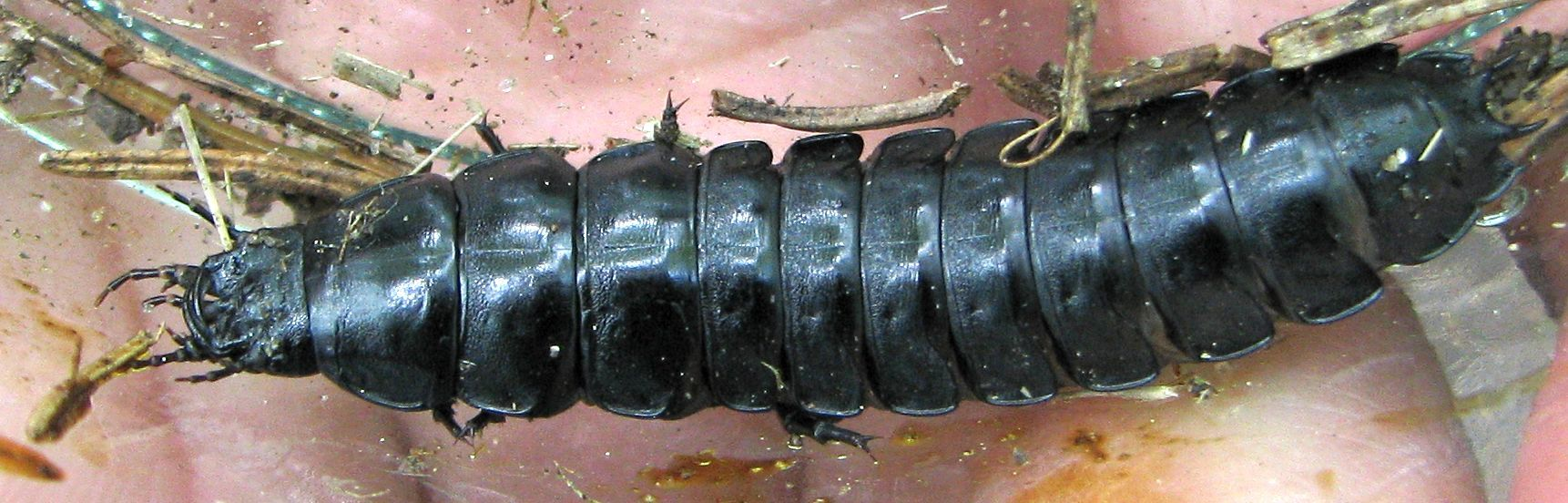
Larva

A autoridade científica da espécie é O.F. Muller, tendo sido descrita no ano de 1764.
Trata-se de uma espécie presente no território português.